# Chaetogaedia
Chaetogaedia – rodzaj muchówek z rodziny rączycowatych (Tachinidae).

## Wybrane gatunki
- C. analis (Wulp, 1867)[1]
- C. crebra (Wulp, 1890)[1]
- C. desertorum (Townsend, 1908)[1]
- C. filialis (Reinhard, 1945)[1]
- C. monticola (Bigot, 1887)[1]
- C. rufifrons (Wulp, 1890)[1]
- C. townsendi Sabrosky & Arnaud, 1965[1]